# District de Lannion
Le district de Lannion est une ancienne division territoriale française du département des Côtes-du-Nord de 1790 à 1795.
Il était composé des cantons de Lannion, Loguivy Plougras, Penvenan, Perros Guirec, Plestin, Prat, Saint Michel en Greve, Tréguier et Vieux Marché.